# Nishi Munshi
Nishi Munshi (* 1. September 1987 in Riverside, Kalifornien) ist eine US-amerikanische Schauspielerin, die außerdem als Musikerin und Produzentin arbeitet. Zudem ist sie auch als Synchronsprecherin und Tanzchoreografin tätig. Größere Bekanntheit erlangte sie erstmals durch ihre Rolle als Vampirin Gia in der Serie The Originals.

## Leben
Munshi hat indische Wurzeln und ist die Tochter von Geeta und Sanjiv Munshi, zweier Musiker. Schon in ihrer Kindheit wurde sie von ihren Eltern auf die Tourneen mitgenommen, die damals mit ihrer Musikband in über zwölf Ländern unterwegs war. Sie ist auf der Bühne aufgewachsen und hat in über 500 Live-Bühnenshows gesungen, getrommelt und getanzt. Durch ihre langjährige Erfahrung in klassischen indischen Tänzen wie Kathak oder Bharatanatyam choreografierte Munshi zusammen mit ihrer Mutter namhafte Künstler wie Shakira, Jennifer Lopez, Justin Bieber, Jason Derulo oder auch die Michael Jackson: ONE-Show von Cirque du Soleil. 2006 gewann sie den Titel Miss India California.
Munshi studierte von 2005 bis 2008 an der Universität von Kalifornien in Riverside, und nahm 2007 an Austauschprogrammen teil, die sie zudem an die UCDC nach Washington und an die Universität von Sussex in Brighton, England brachte. Sie machte ihren Bachelor of Arts in Politikwissenschaften mit Schwerpunkt Internationale Beziehungen 2008.
Munshi spricht neben Englisch fließend Spanisch sowie Urdu, Hindi und Gujarati. In ihrer Freizeit betreibt Munshi Kampfsportarten wie Mixed Martial Arts und Taekwondo, wo sie auch den schwarzen Gürtel besitzt. Das kenianische Tuko Magazin wählte Munshi zu den „25 berühmtesten indischen Schauspielerinnen in Hollywood, die man 2023 sehen sollte“.
Munshi lebt in La Mirada.

## Karriere
Bekannt durch ihre Tanzerei wurde Munshi 2009 ausgewählt an der Sendung Superstars of Dance, einem Reality-TV-Format des Fernsehproduzenten Simon Fuller teilzunehmen. Zusammen mit Sangita Sanyal vertrat sie Indien und trat als Duetttänzerin auf. Die Juroren waren vom Ergebnis allerdings nicht sonderlich überzeugt und so wurde das Tanzpaar schon in der zweiten Runde „eliminiert“. Die Tanzshow auf dem US-amerikanischen Sender NBC war nur kurzlebig und wurde bereits nach einer Staffel wieder abgesetzt.
Ihr Filmdebüt hatte sie ein Jahr später in der Komödie Touch Wood des Regisseurs Alpesh Patel, in der sie eine kleinere Rolle spielte. Noch im gleichen Jahr war sie als Assistentin des Stundirektors am Film My Name Is Khan beteiligt.
Munshi wurde anfänglich gerne dafür besetzt, um in Serien oder Filmen Minderheiten wie Indische Amerikaner darzustellen. Durch ihre relativ helle Hautfarbe spielte sie das eine oder andere Mal aber auch Araberinnen, wie zuletzt in der Serie Proven Innocent von FOX, wo sie als Muslima, die auf der Anklagebank sitzt, zu sehen war.
Der Durchbruch gelang der Schauspielerin schließlich 2014 mit The Originals, einem Ableger der Serie Vampire Diaries von The CW, wo Munshi die Straßenmusikerin Gia, die in einen Vampir verwandelt wurde verkörperte. Zwölfmal stellte sie ihre Figur dar, bis ihr Charakter in der zweitletzten Folge der 2. Staffel einen grausamen Serientod fand. Gia war bei Fans der Serie äußerst beliebt und die Internetseite Movieweb wählte sie auf den 13. Rang der fünfzehn besten Nebencharakteren.
Ab 2018 wurde Nishi Munshi für die 3. Staffel der Fernsehserie Lethal Weapon gecastet. Dort hatte sie fünf Folgen lang die Rolle der Deputy Erica Malick und Freundin von Wesley Cole inne, gespielt von Seann William Scott. Die Serie wurde von FOX nach Ausstrahlung des Staffelfinales abgesetzt.
Seit 2021 ist Munshi in Mayor of Kingstown, einer Krimiserie des Streaming-Dienstes Paramount+ neben Jeremy Renner zu sehen. Ihre Rolle der Tracy McLusky wurde mit Beginn der zweiten Staffel von einer Nebenrolle zur Hauptbesetzung ausgebaut.

## Filmografie (Auswahl)
- 2010: Touch Wood (Mockumentary)
- 2010: My Name Is Khan (als Stuntkoordinatorin; ohne Kredit)
- 2011: In Plain Sight – In der Schusslinie (1 Folge)
- 2011–2013: Zeit der Sehnsucht (4 Folgen)
- 2012: Switched at Birth (3 Folgen)
- 2012: Revolution (1 Folge)
- 2012: Brownies (Webserie auf YouTube; 3 Folgen)
- 2013: Pretty Little Liars (1 Folge)
- 2013: Drones (Spielfilm)
- 2013–2016: Bones – Die Knochenjägerin (2 Folgen)
- 2014: Californication (1 Folge)
- 2014: Jennifer (Kurzfilm)
- 2014–2015: The Originals (12 Folgen)
- 2016: The Loner (Spielfilm)
- 2016: Wild for the Night (Spielfilm)
- 2016: The Bounce Back (Spielfilm)
- 2017: Relationship Status (Webserie; 3 Folgen)
- 2017: Brothered Up (Fernsehfilm)
- 2018: Halfway There (Fernsehfilm)
- 2018: Pandas in New York (Fernsehfilm)
- 2018–2019: Lethal Weapon (5 Folgen)
- 2019: Proven Innocent (1 Folge)
- 2020: The Magicians (2 Folgen)
- 2020: Hollywood Fringe (Fernsehfilm)
- 2021: Home Invasion (Fernsehserie; 6 Folgen)
- seit 2021: Mayor of Kingstown (Fernsehserie; 25 Folgen)

### Als Produzentin
- 2014 Jennifer (Kurzfilm)

### Synchronsprechrollen
Munshi lieh ihre Stimme folgenden Computerspielen:
- 2015 The Order: 1886
- 2019 Days Gone
- 2019 Call of Duty: Modern Warfare (2019)